# Стивос
Стивос, още Гюлменич или Гуменич (на гръцки: Στίβος, до 1926 година Γκιούμενιτς, Гюмениц), е село в Егейска Македония, Гърция, част от дем Бешичко езеро в административна област Централна Македония.

## География
Селото е разположено в северната част на Халдикидическия полуостров.

## История
След Междусъюзническата война в 1913 година попада в Гърция. В 1926 година името на селото е сменено от Гюлменич на Стивос. Според преброяването от 1928 година Стивос е изцяло бежанско село със 77 бежански семейства с 333 души.
| Година    | 1913 | 1920 | 1928 | 1940 | 1951 | 1961 | 1971 | 1981 | 1991 | 2001 | 2011 | 2021 |
| --------- | ---- | ---- | ---- | ---- | ---- | ---- | ---- | ---- | ---- | ---- | ---- | ---- |
| Население |      |      |      |      |      |      |      |      | 598  | 583  | 576  | 502  |